# بوظة (مشروب)
بوظة مشروب بلدي أو شعبي مصري يــتم تحضــيره من لبن و سكر و خميرة و فانيليا و لاضافة طعم حلو ممكن ماء ورد. ولها تاريخ طويل في مصر. وفي القرن الخامس عشر استخدم جمال الدين أبي المحاسن بن تغري بردي كلمة «بوظة» في كتابه النجوم الزاهرة في ملوك مصر والقاهرة الذي فيه ذكر عن سمعة بائعي البوظة. وهناك بعض الباحثين يعتقدون أن البوظة لها أصول فرعونية. وهو يوجد في عدة بلاد أخرى منها كازاخستان وتركيا وقيرغيزستان وألبانيا وبلغاريا ومقدونيا والجبل الأسود والبوسنة والهرسك وأجزاء رومانيا وصربيا. وكلمة بوظة أصليًا من الكلمة التركية «boza». ويُعتقد أن البوظة مفيدة كمدرّ البَول. والبعض يعتقد بأن لها أثر علاجي لمرضي الكلي والاملاح. وهناك نوع حلال من مشروب البوظة وهي بدون الكحول بسبب تحضيرها من غير مرحلة التخمير.

## معرض صور

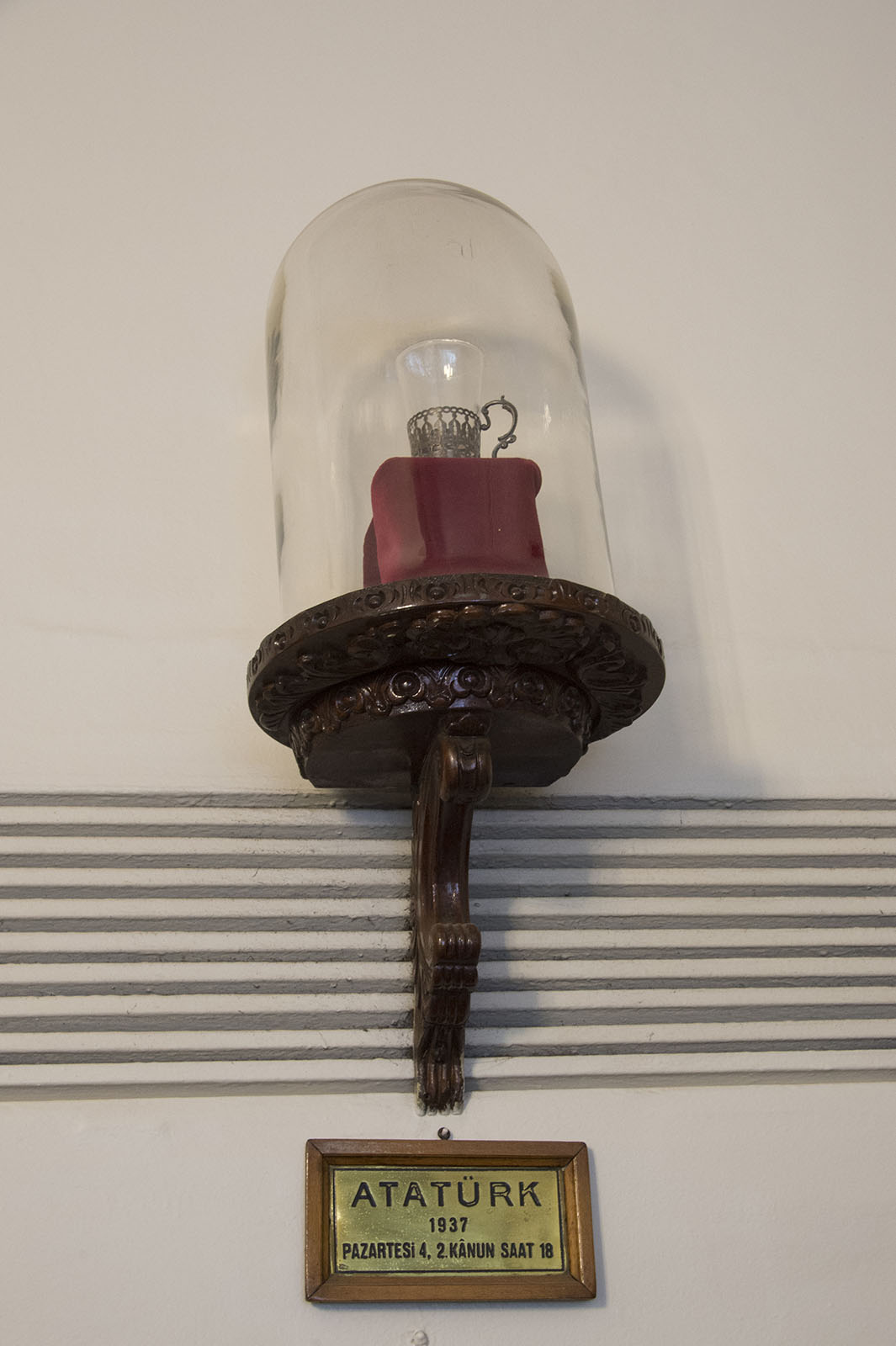
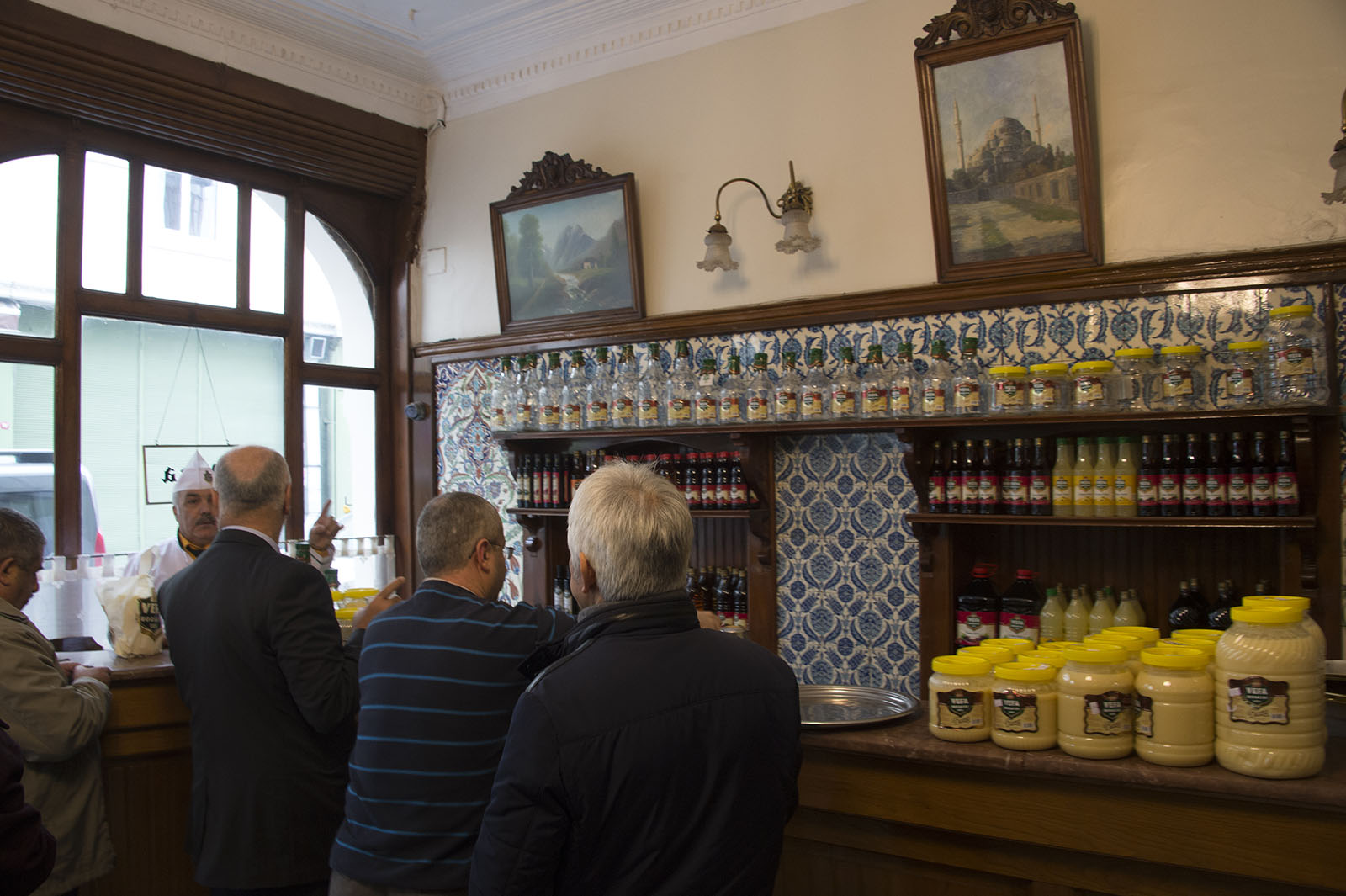
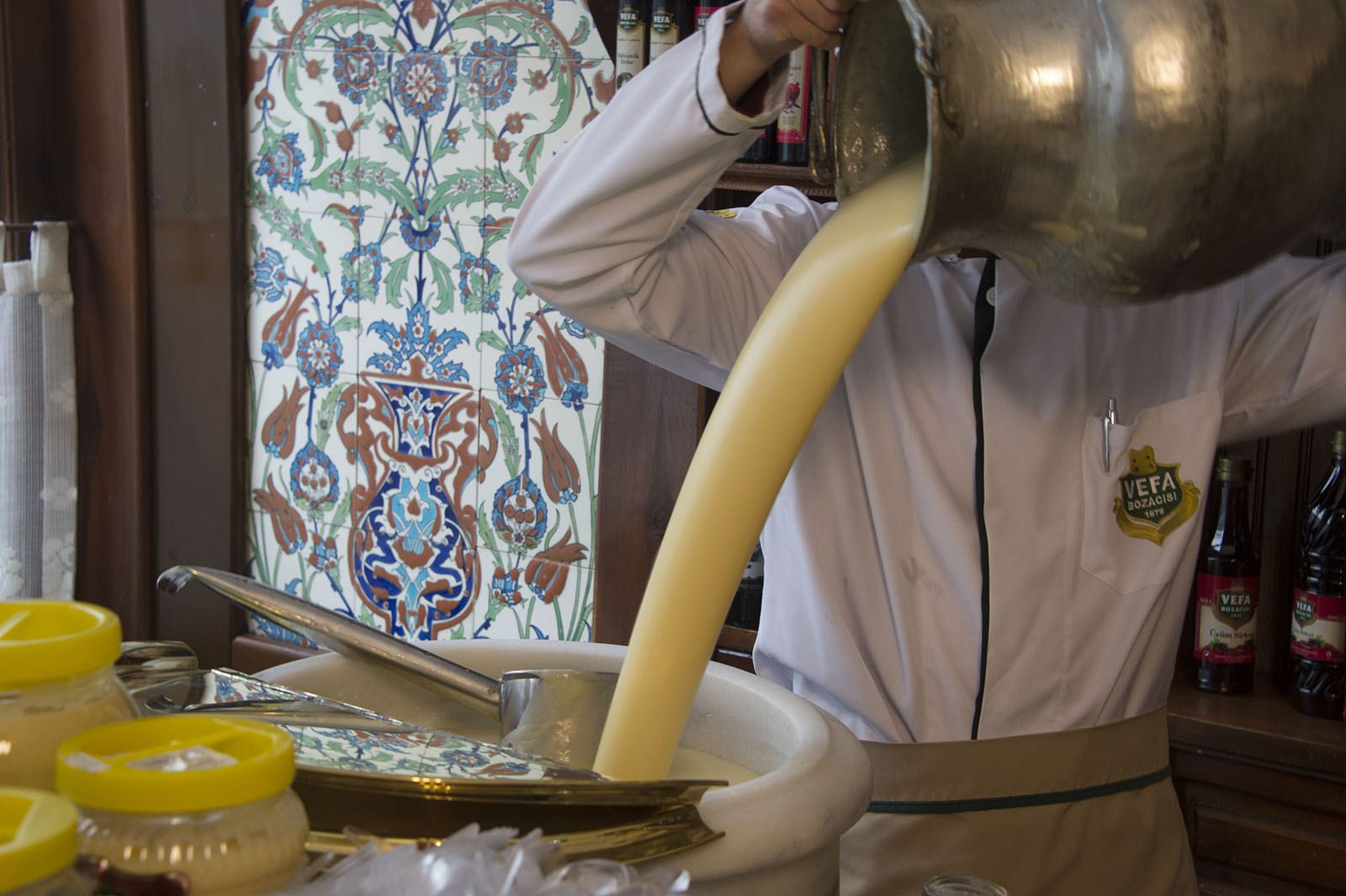
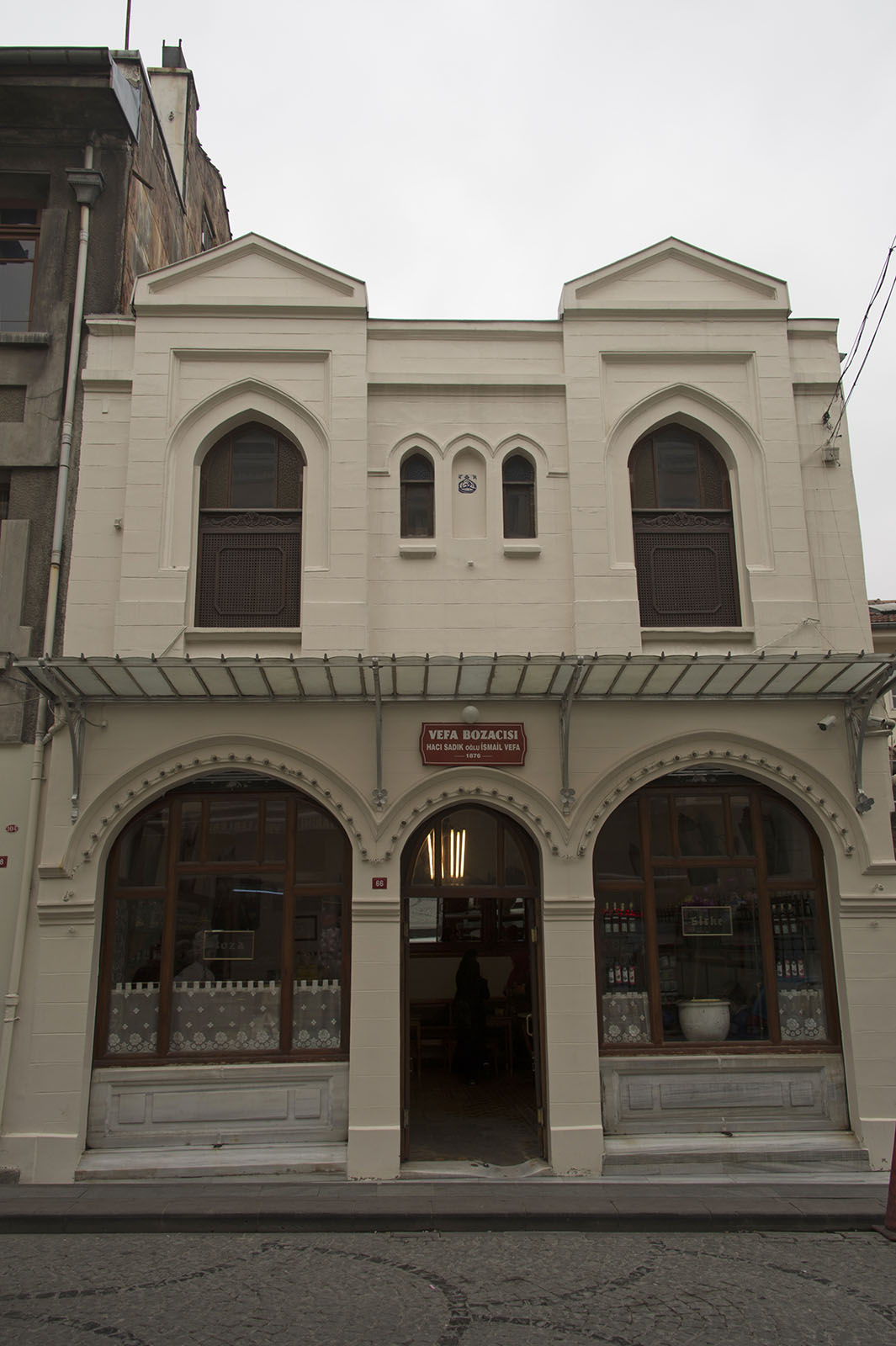
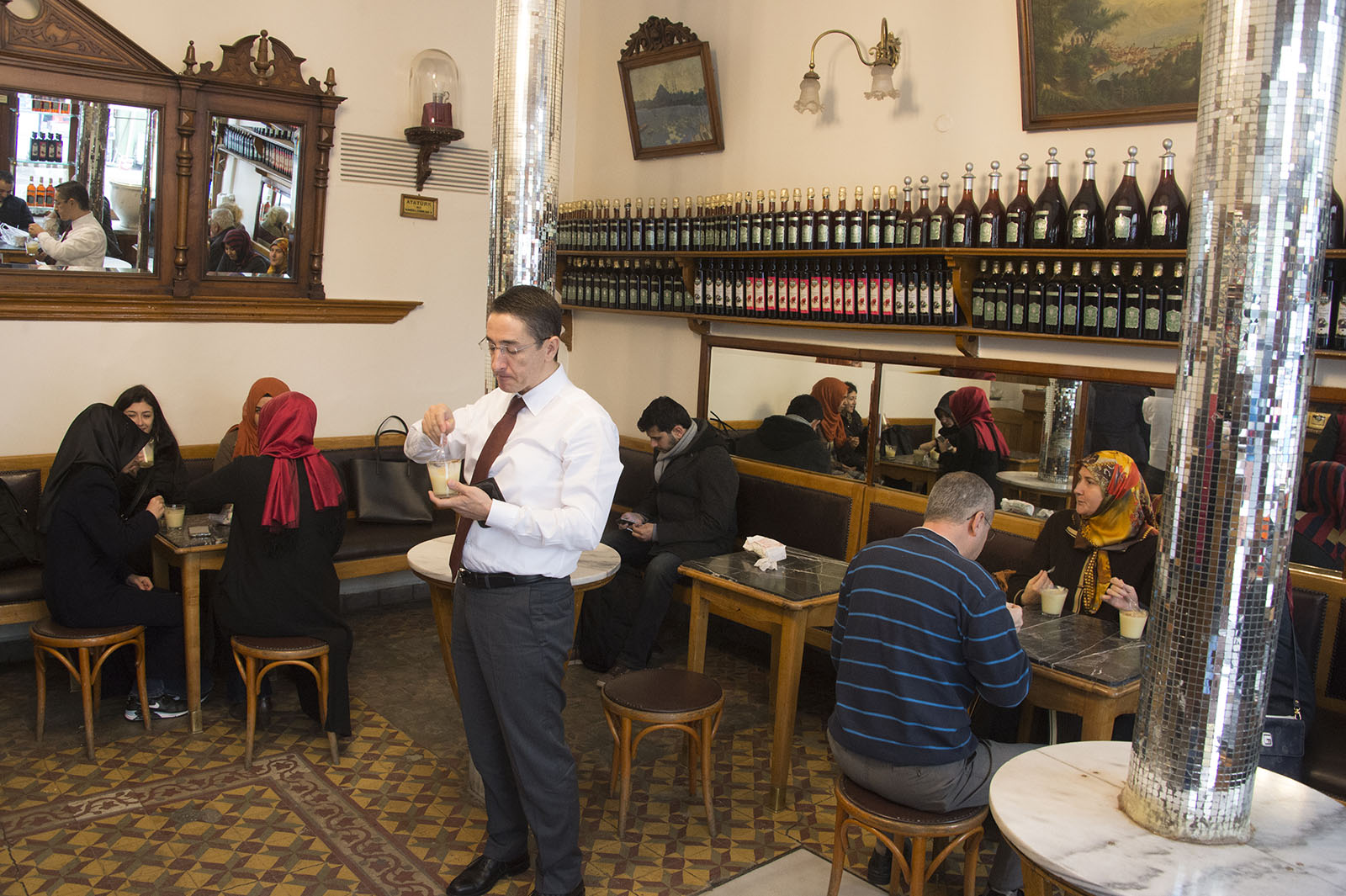
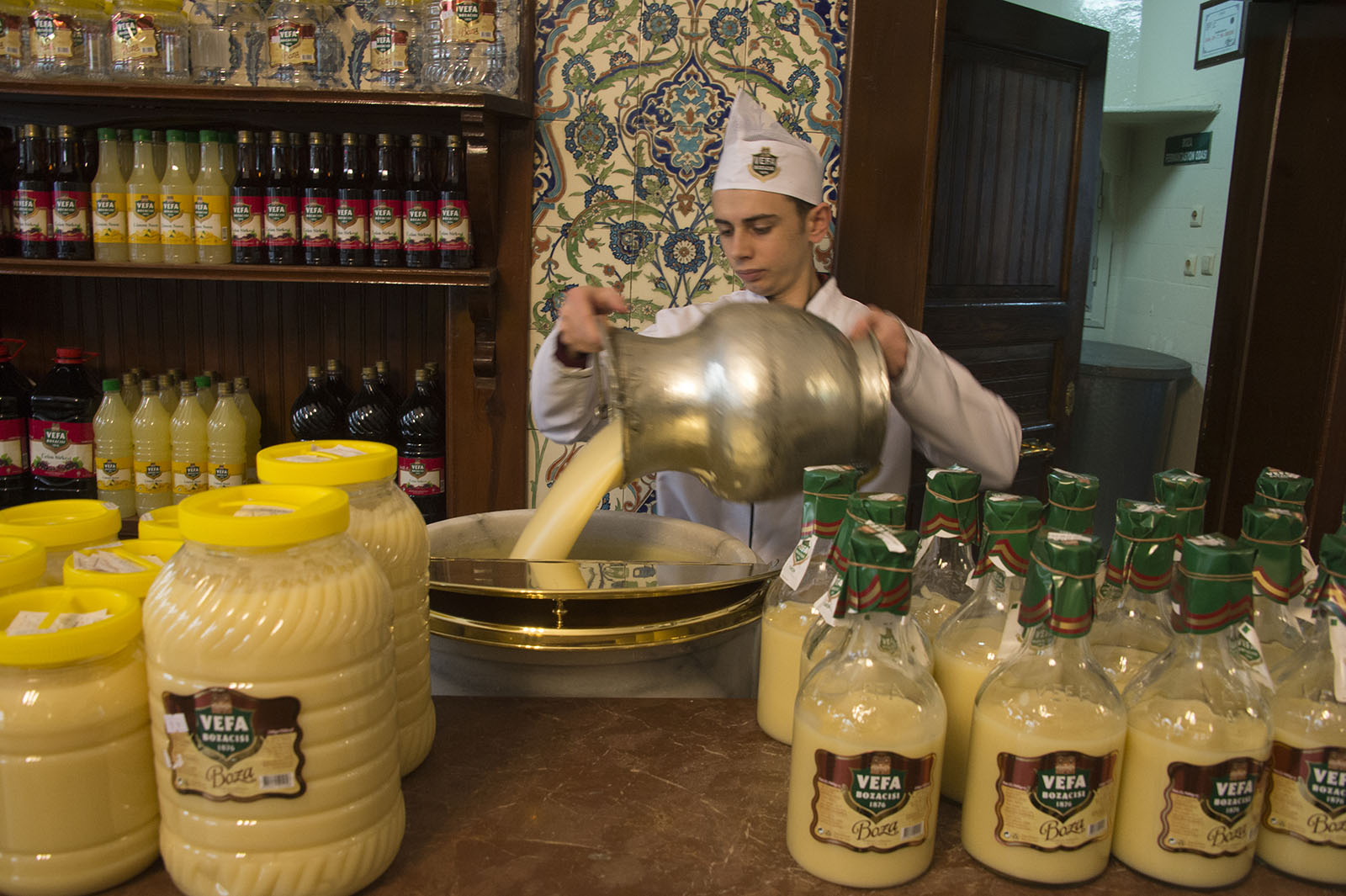

## روابط خارجية
- صور لتحضير البوظة
- فيديو: بائع «بوظة»: «المشروب حلال وبيعالج أمراض المعدة والكلى»